# والری مالتایی
والری مالتایی (انگلیسی: Valérie Maltais؛ زادهٔ ۴ ژوئیهٔ ۱۹۹۰) اسکیت‌باز سرعت، و اسکیت‌باز سرعت، اهل کانادا است.